# Fiano (Piemont)
Fiano (piemontesisch Fian) ist eine Gemeinde in der italienischen Metropolitanstadt Turin (TO), Region Piemont.

## Lage und Einwohner
Fiano liegt etwa 25 km von Turin entfernt. Der Ort liegt auf einer Höhe von 430 m über dem Meeresspiegel. Das Gemeindegebiet umfasst eine Fläche von 12,19 km² und hat 2624 Einwohner (Stand 31. Dezember 2024).
Die Gemeinde besteht aus den Fraktionen (Frazioni) Grange, Gerbidi und San Firmino. 
Die Nachbargemeinden sind Nole, Germagnano, Cafasse, Villanova Canavese, Vallo Torinese, Varisella, Robassomero, La Cassa und Druento.

### Bevölkerungsentwicklung

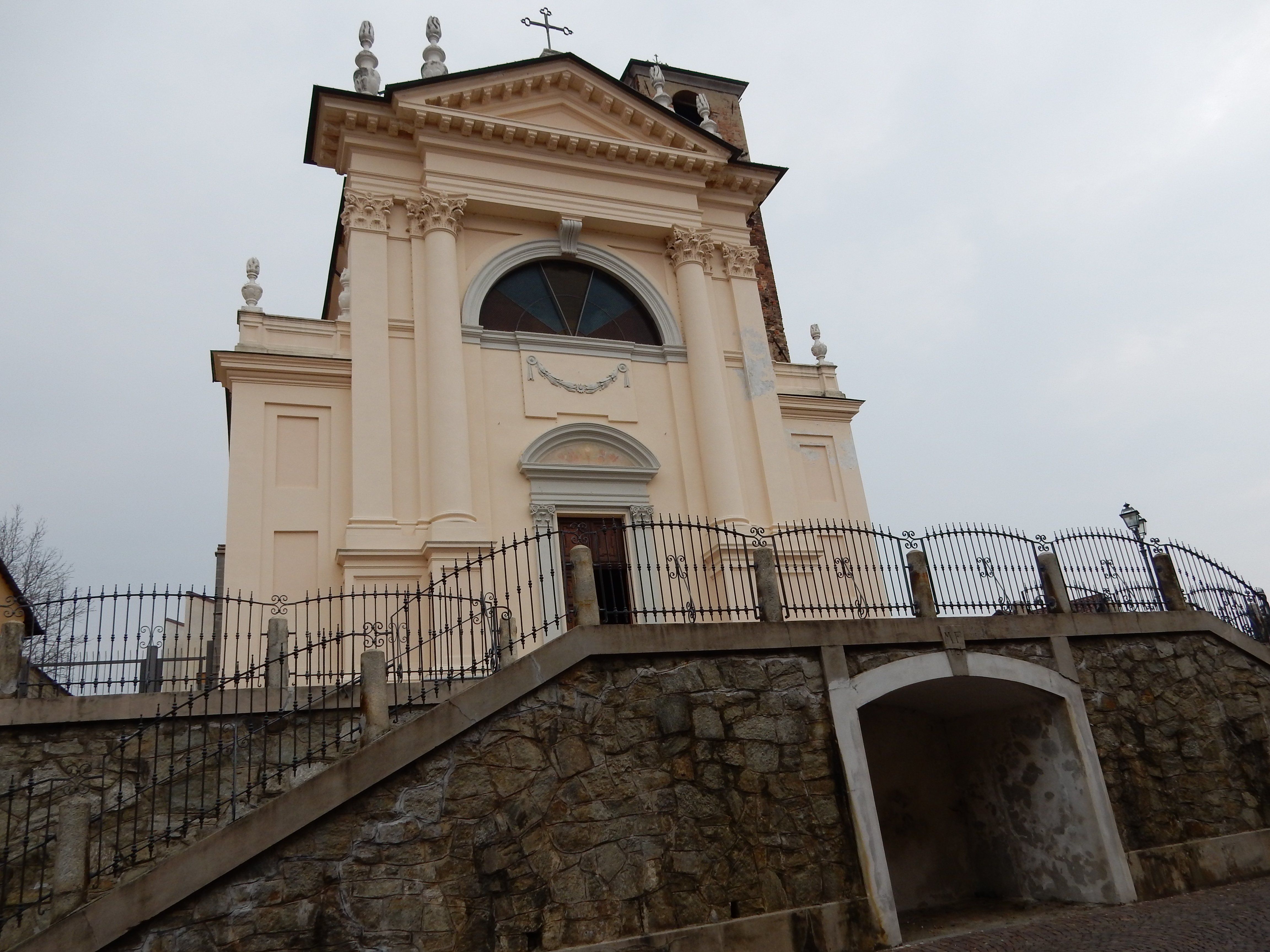
Kirche Parrocchiale